# Osiedle Centrum C
Osiedle Centrum C (do roku 1958 osiedle C-31) – osiedle w Krakowie, w dzielnicy XVIII Nowa Huta, niestanowiące jednostki pomocniczej niższego rzędu w ramach dzielnicy. Jest to jedno z osiedli starszej części Nowej Huty.
Osiedle powstało w latach 1950–1954. Znajduje się na północny zachód od Placu Centralnego, po zachodniej stronie alei Róż. Od północy jest ograniczone aleją Przyjaźni od południa al. Andersa.
W bloku nr 1 znajdowała się księgarnia "Skarbnica". Obok niej, pod arkadami od strony os. Centrum D, znajdował się sklep papierniczy "Papyrus", jeden z nielicznych lokali handlowych w Nowej Hucie posiadających oryginalne wyposażenie, projektowane przez zespół architektów wnętrz Mariana Sigmunda w początkowych latach budowy Nowej Huty. Drugim lokalem  z zachowanym częściowo wystrojem z lat pięćdziesiątych jest bar mleczny "Centralny" znajdujący się pod arkadami od strony al. Róż. Po północnej stronie osiedla, na rogu al. Róż i al. Przyjaźni znajduje się kawiarnia "Stylowa" a obok niej sklep spożywczy "Delikatesy" PSS. Wewnątrz osiedla, w bloku nr 10, w dawnym budynku NOTu ma siedzibę Stowarzyszenie Elektryków Polskich. Pośrodku osiedla znajduje się ogródek jordanowski. W bloku nr 7 znajdowało się przedszkole obecnie lokal jest w posiadaniu kościoła katolickiego.

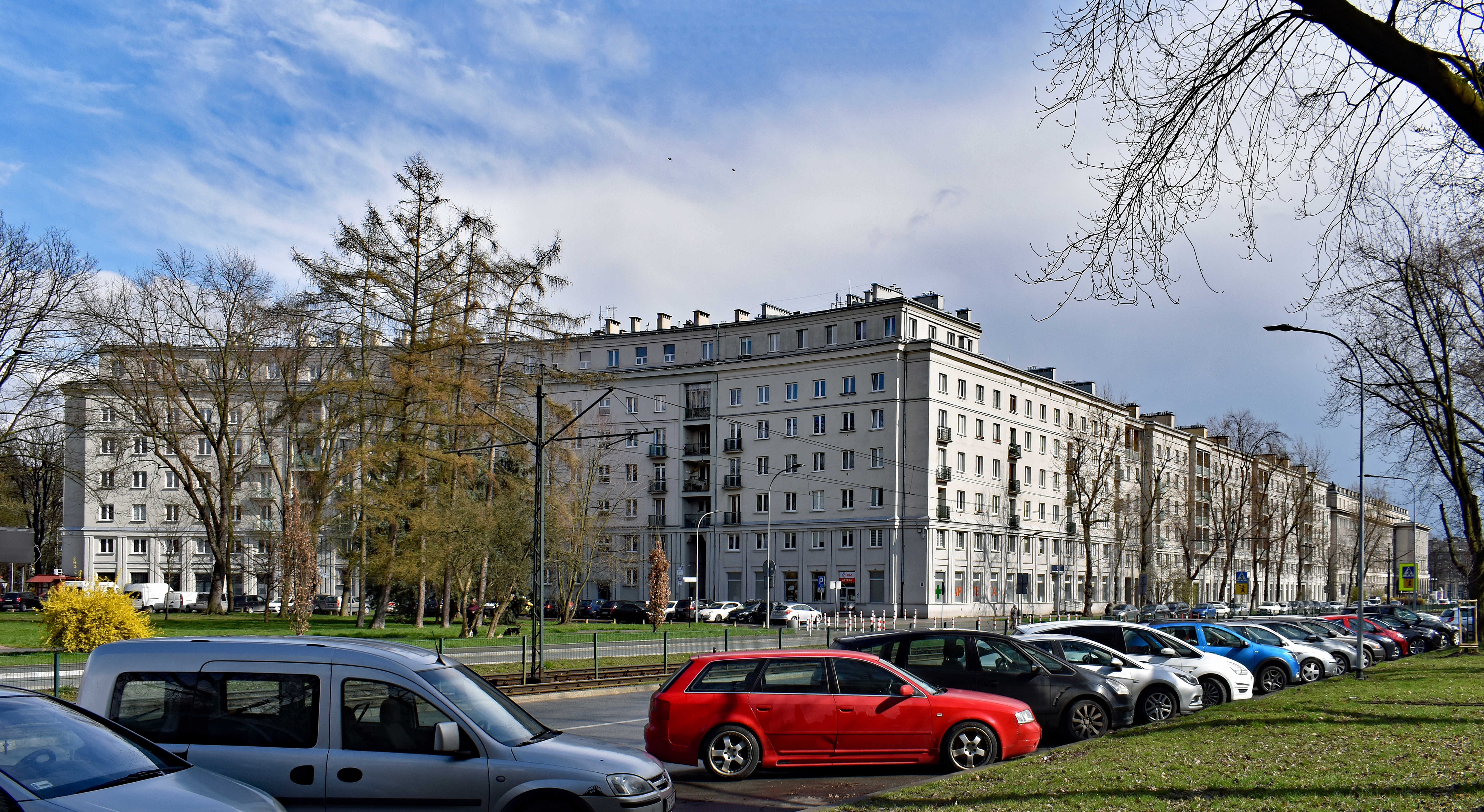
Osiedle widziane z zachodu, z al. Andersa.
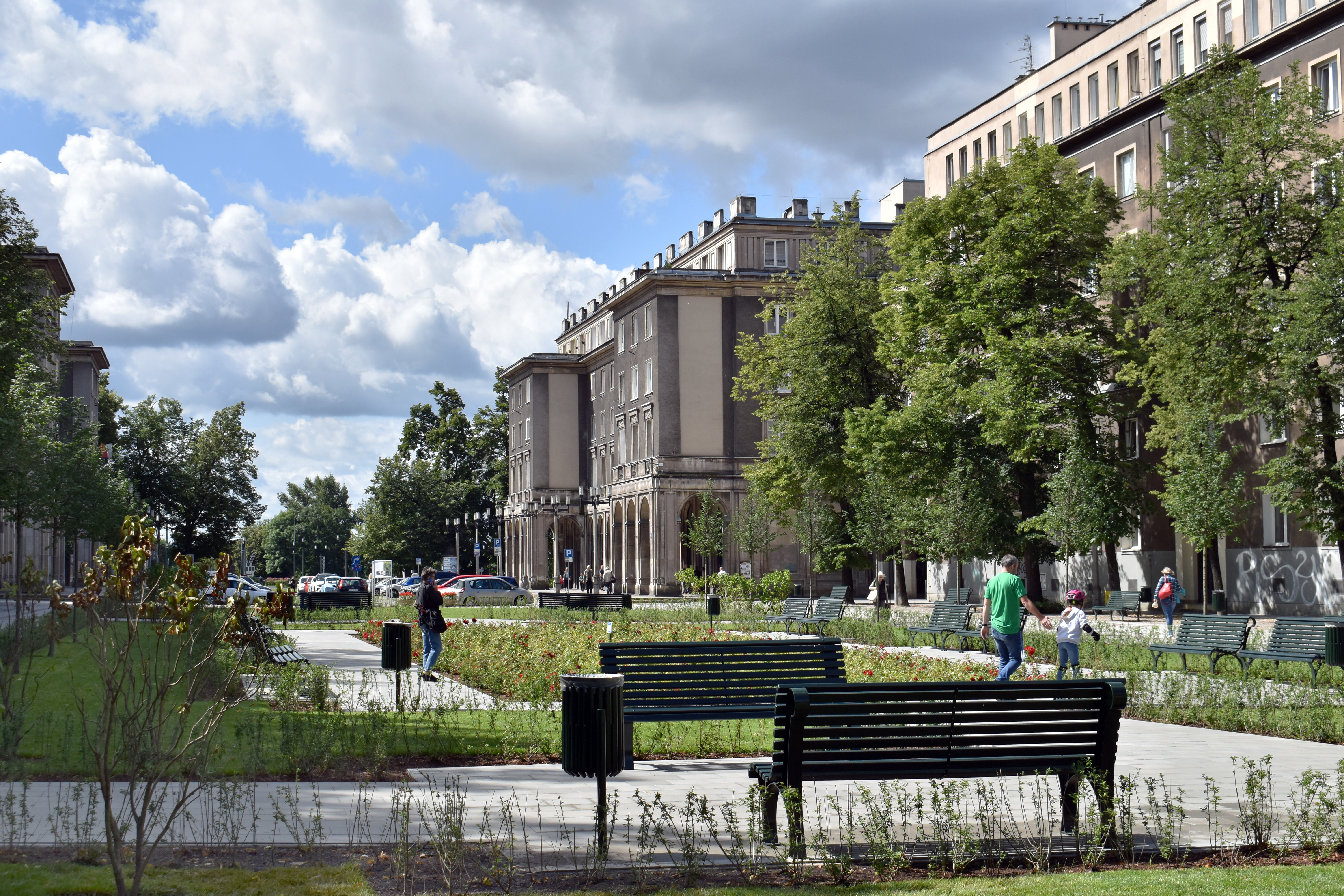
Widok od Alei Róż, Centrum C 1 i 2.
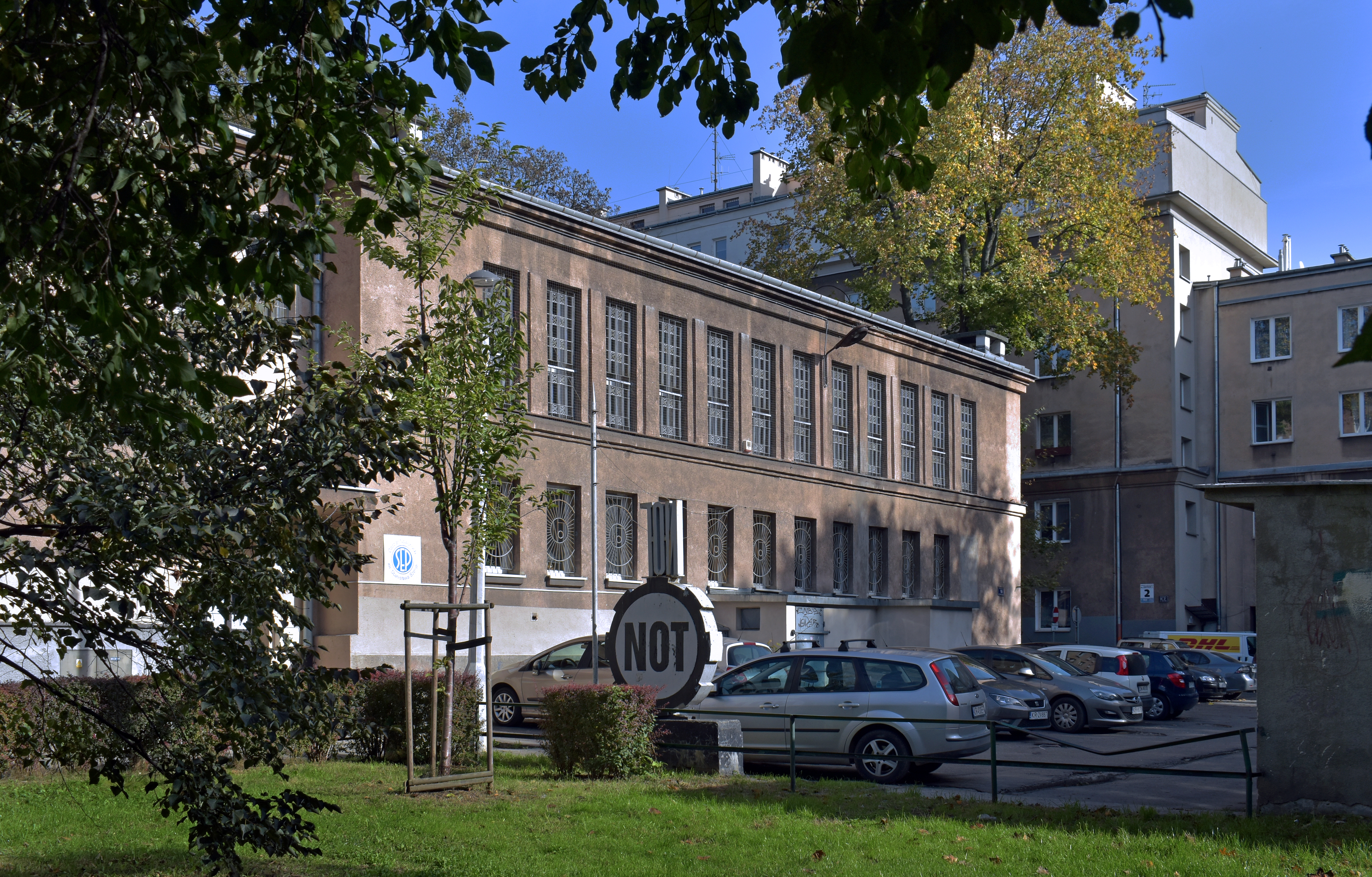
Budynek d. NOT-u, obecnie Klub Technika oraz Miejski Ośrodek Wspierania Inicjatyw Społecznych, Centrum C 10b.
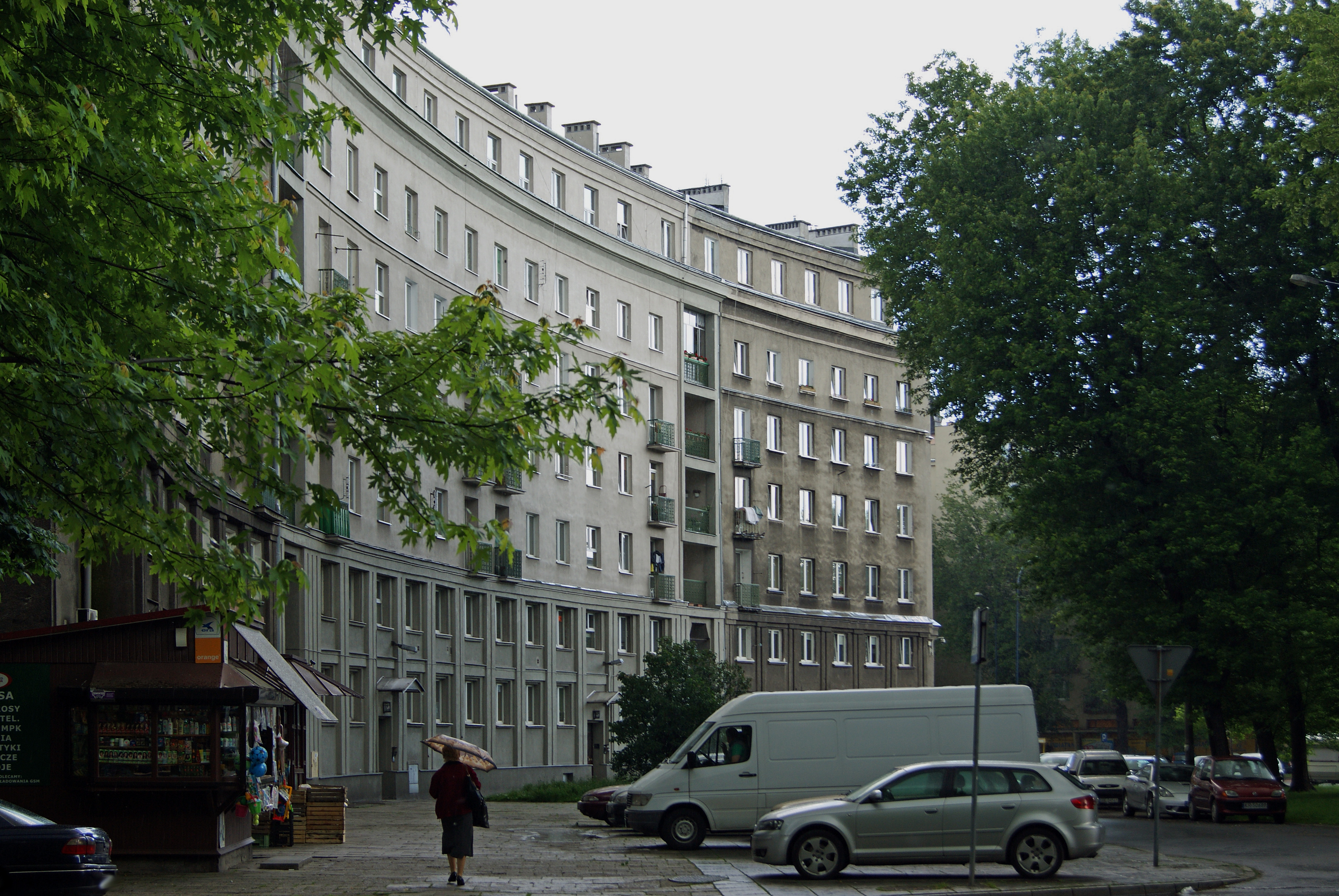
Charakterystyczny blok nr 7, zbudowany na planie fragmentu koła.
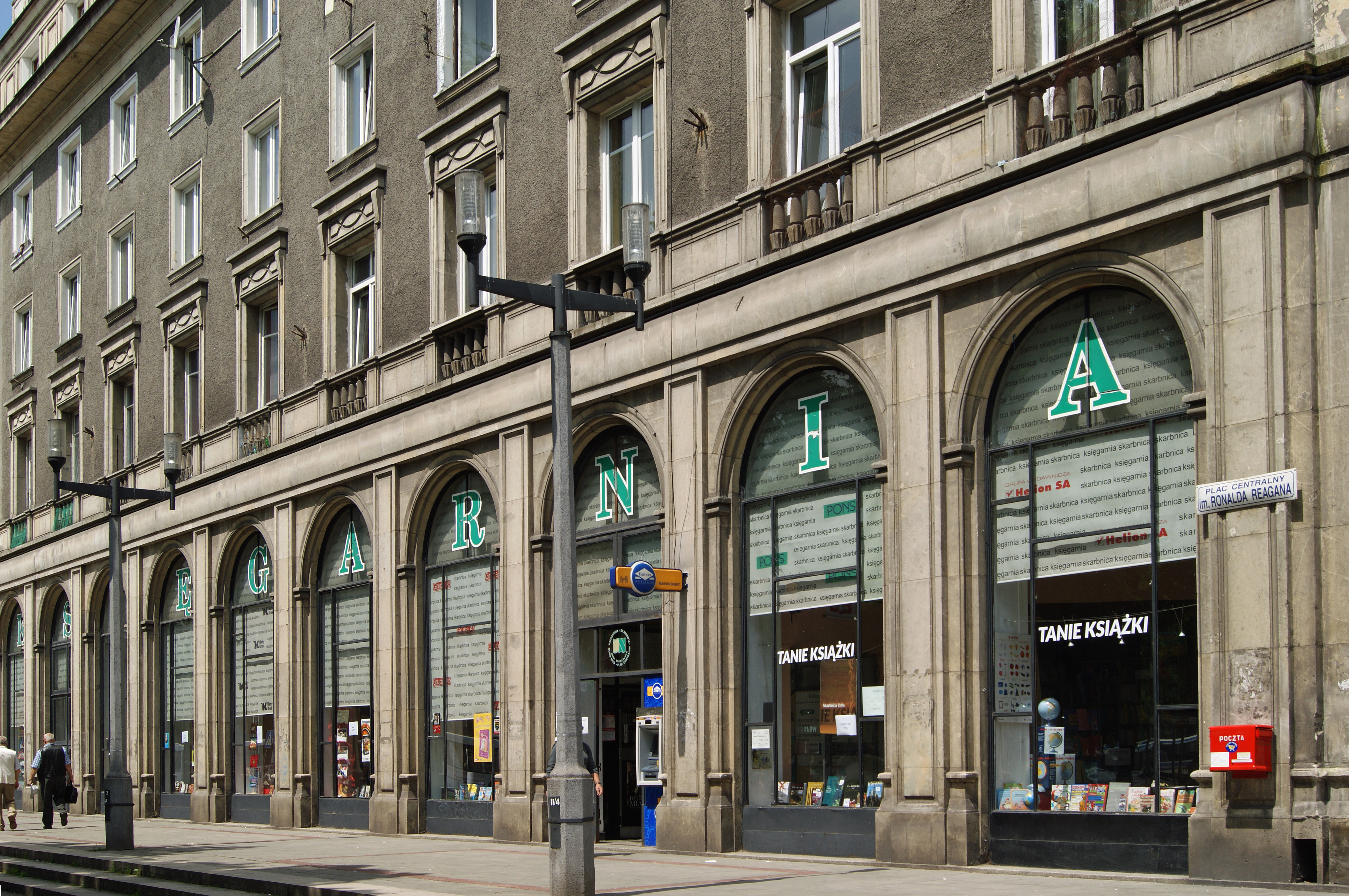
Dawna księgarnia Skarbnica, os. Centrum C 1.
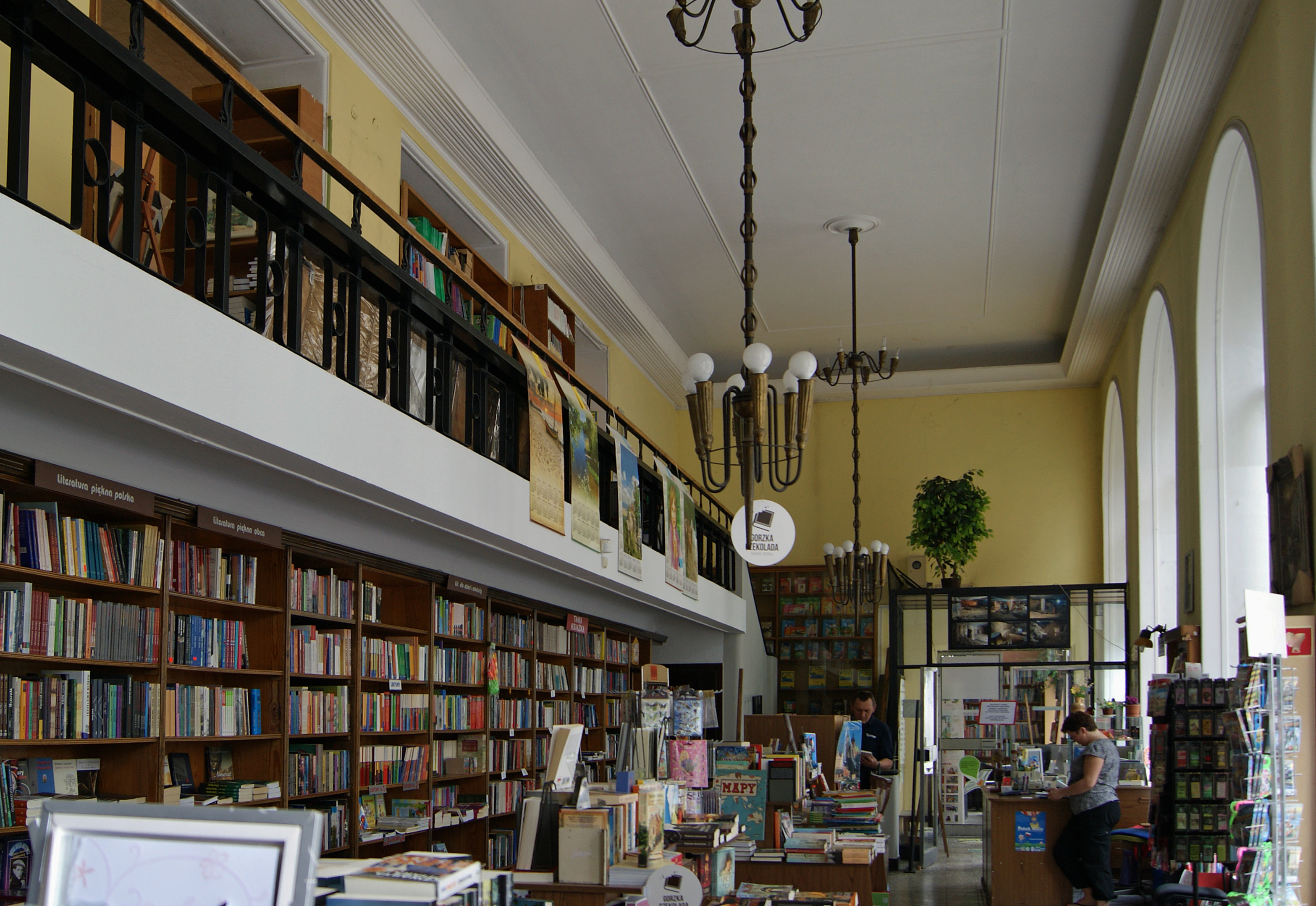
Wnętrze księgarni.
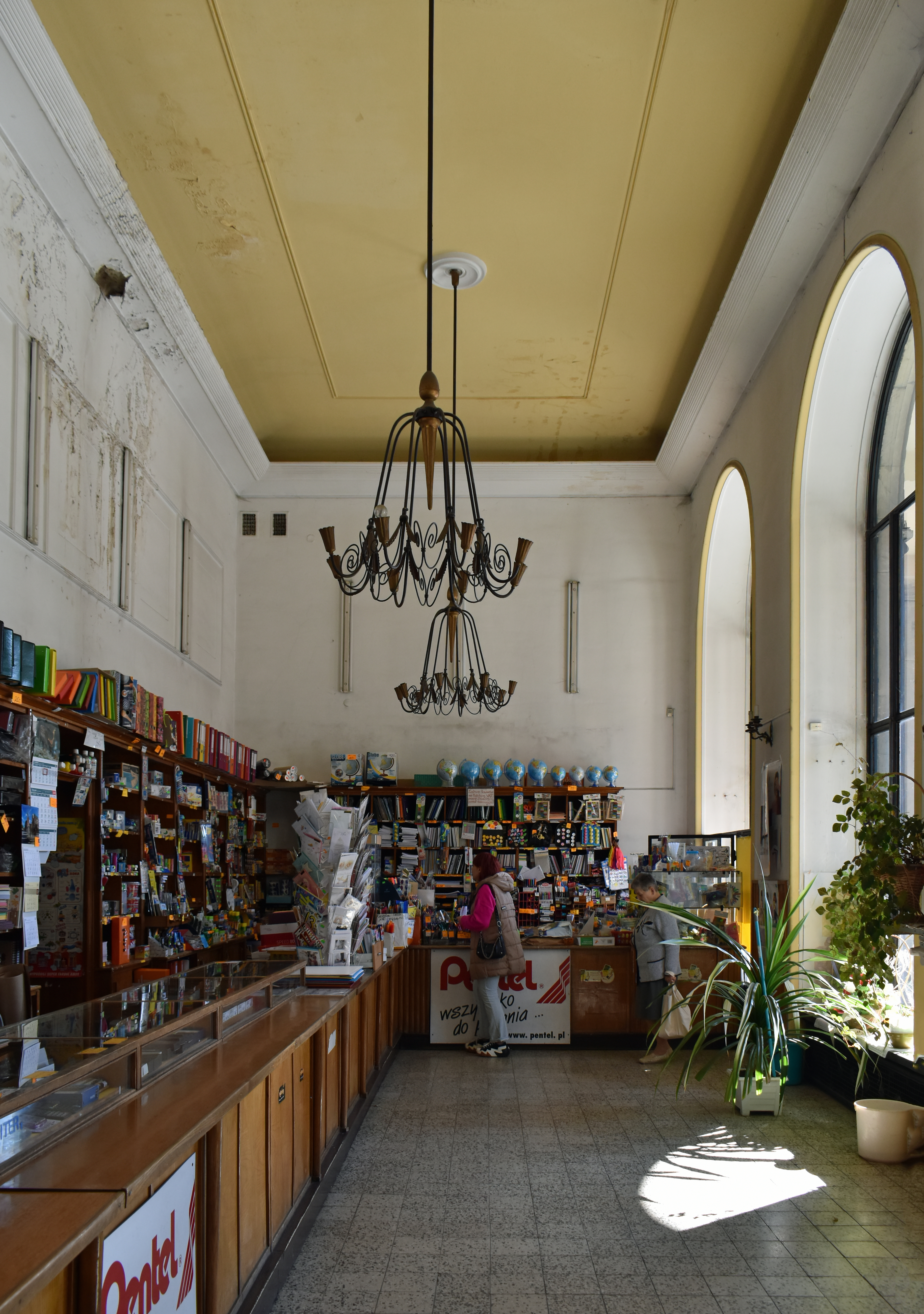
Wnętrze sklepu papierniczego.
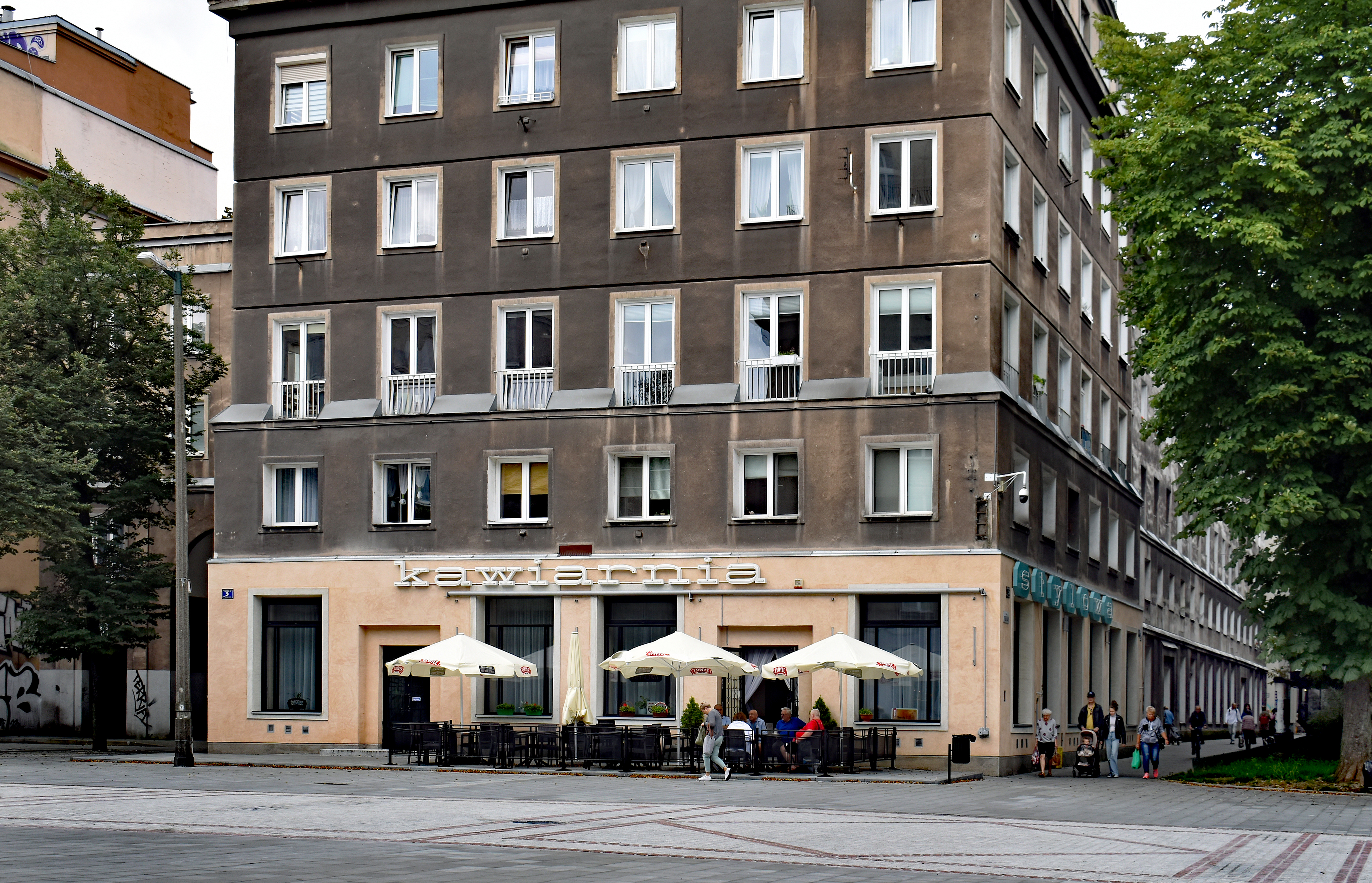
Restauracja Stylowa, os. Centrum C 3.
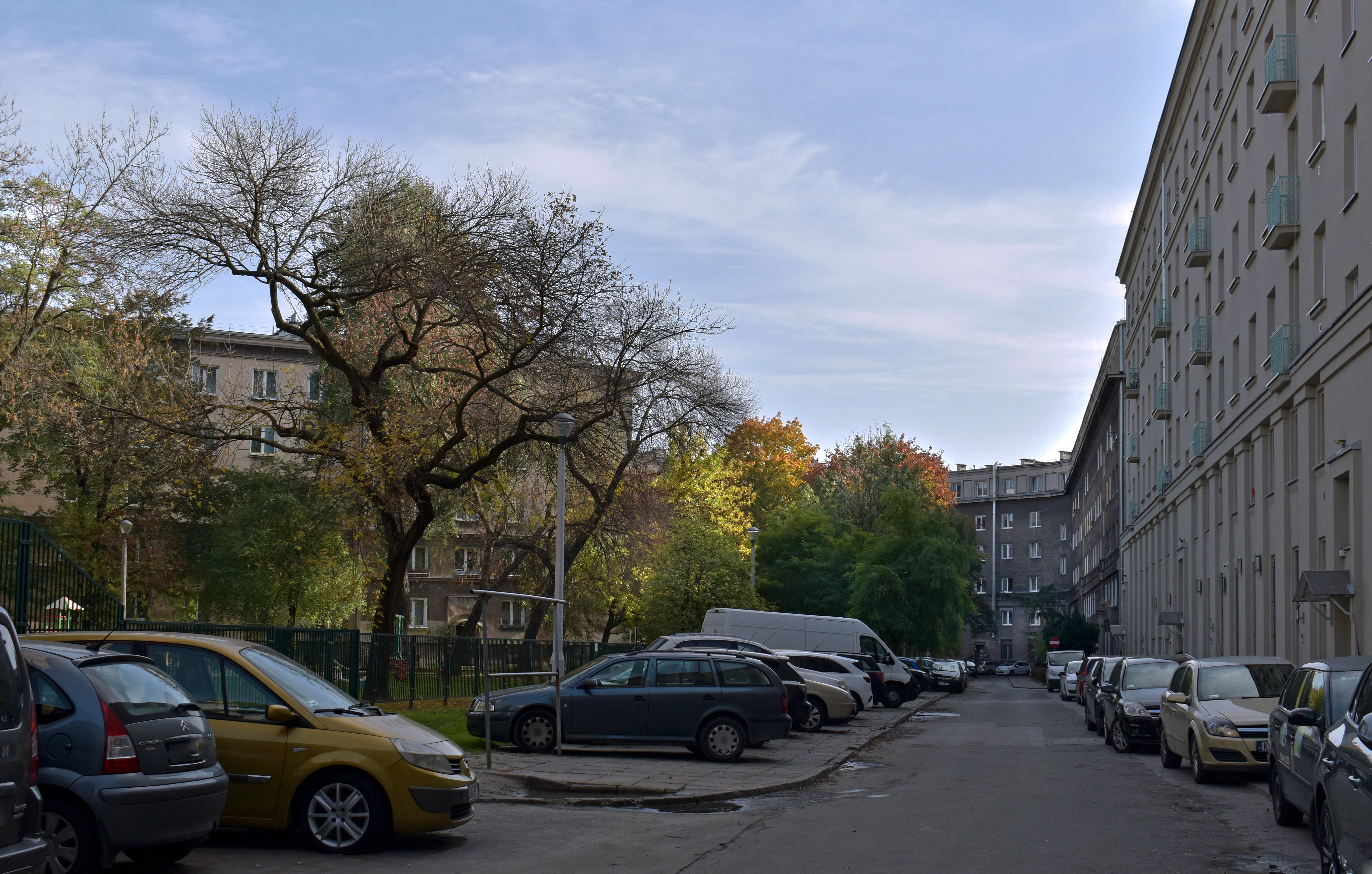
Wnętrze osiedla, od lewej os. Centrum C 10, 1, 9.
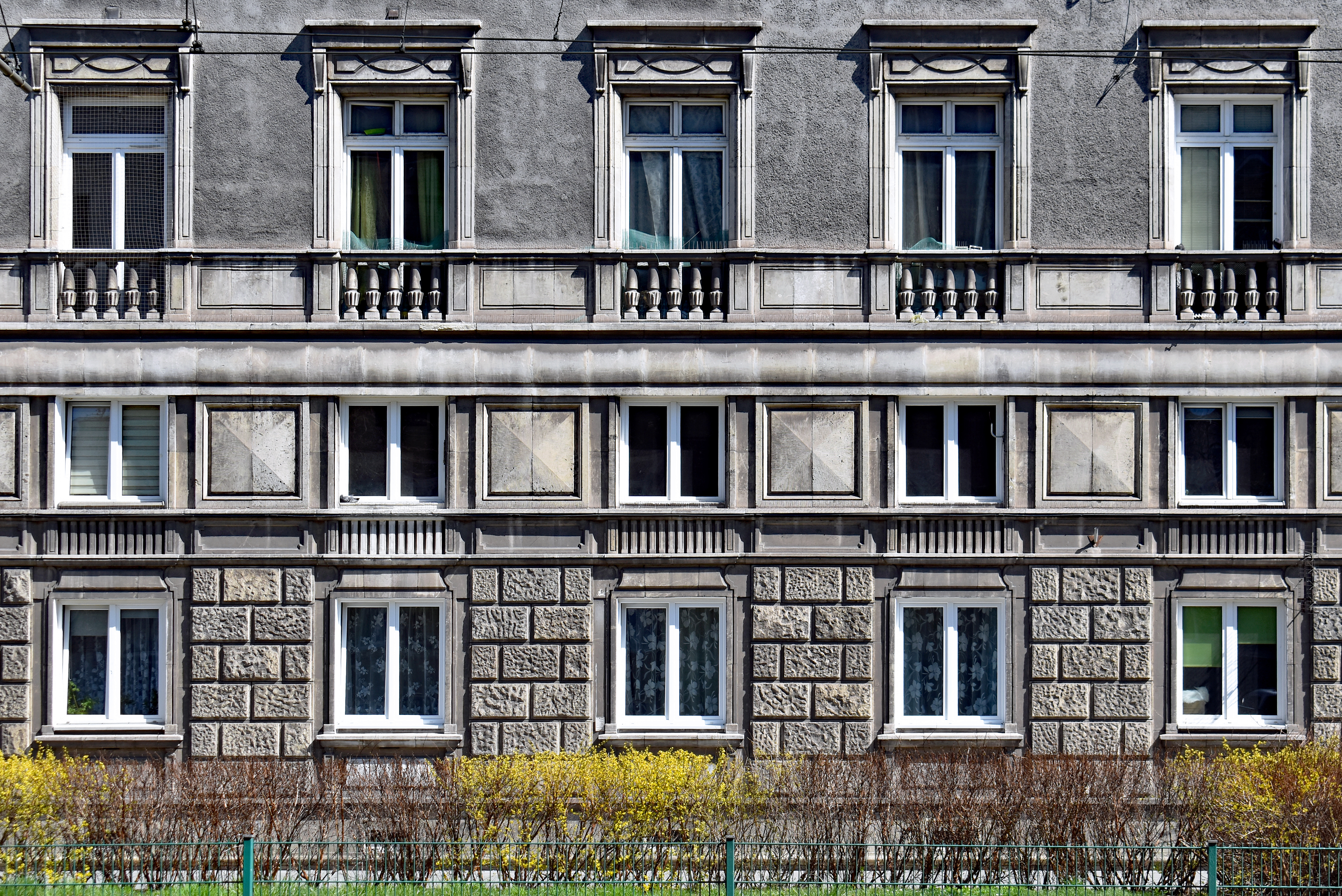
Detal fasady Centrum C 1.
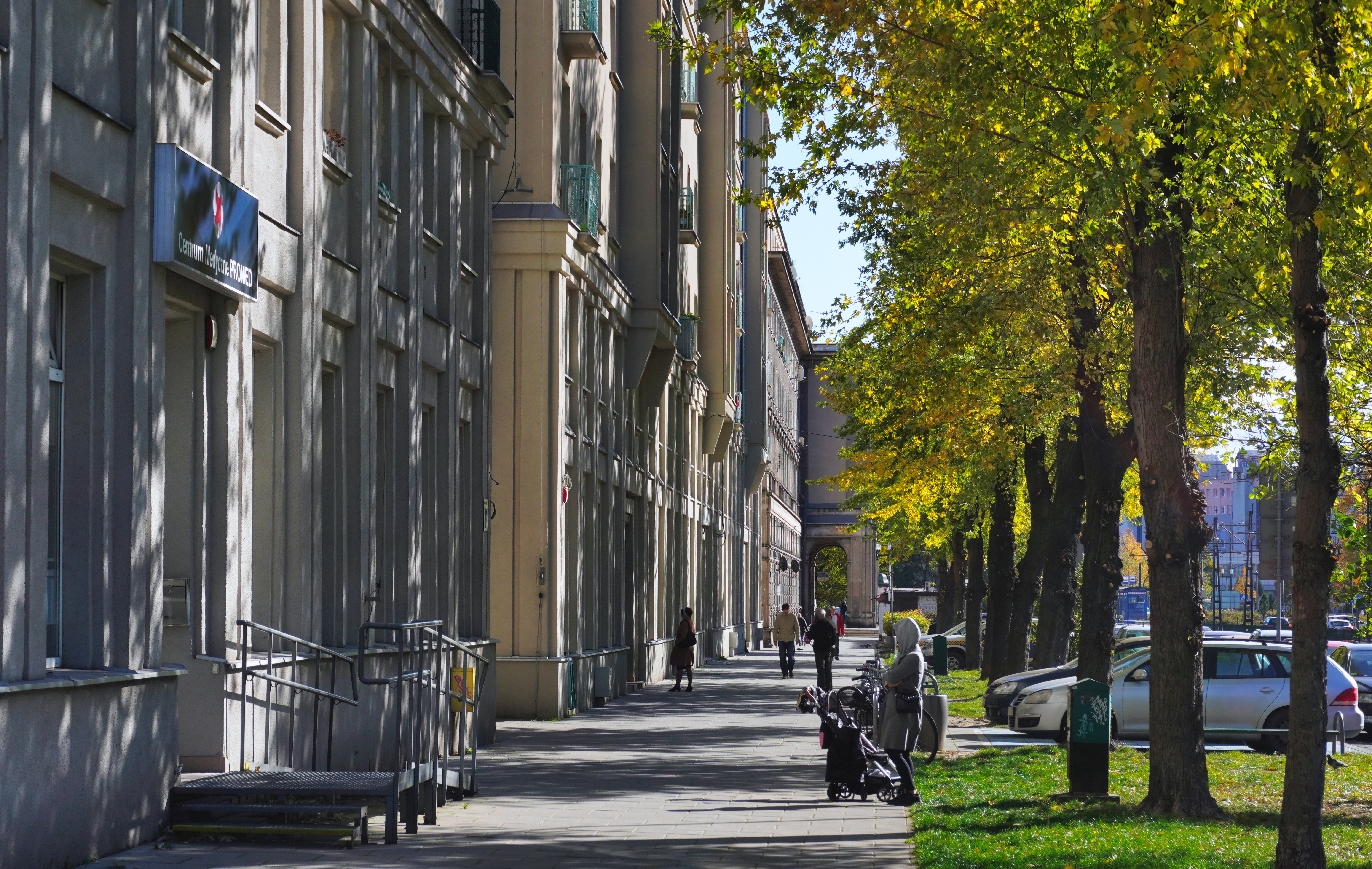
Widok od alei gen. Andersa (os. Centrum C 8, 9 i 1)
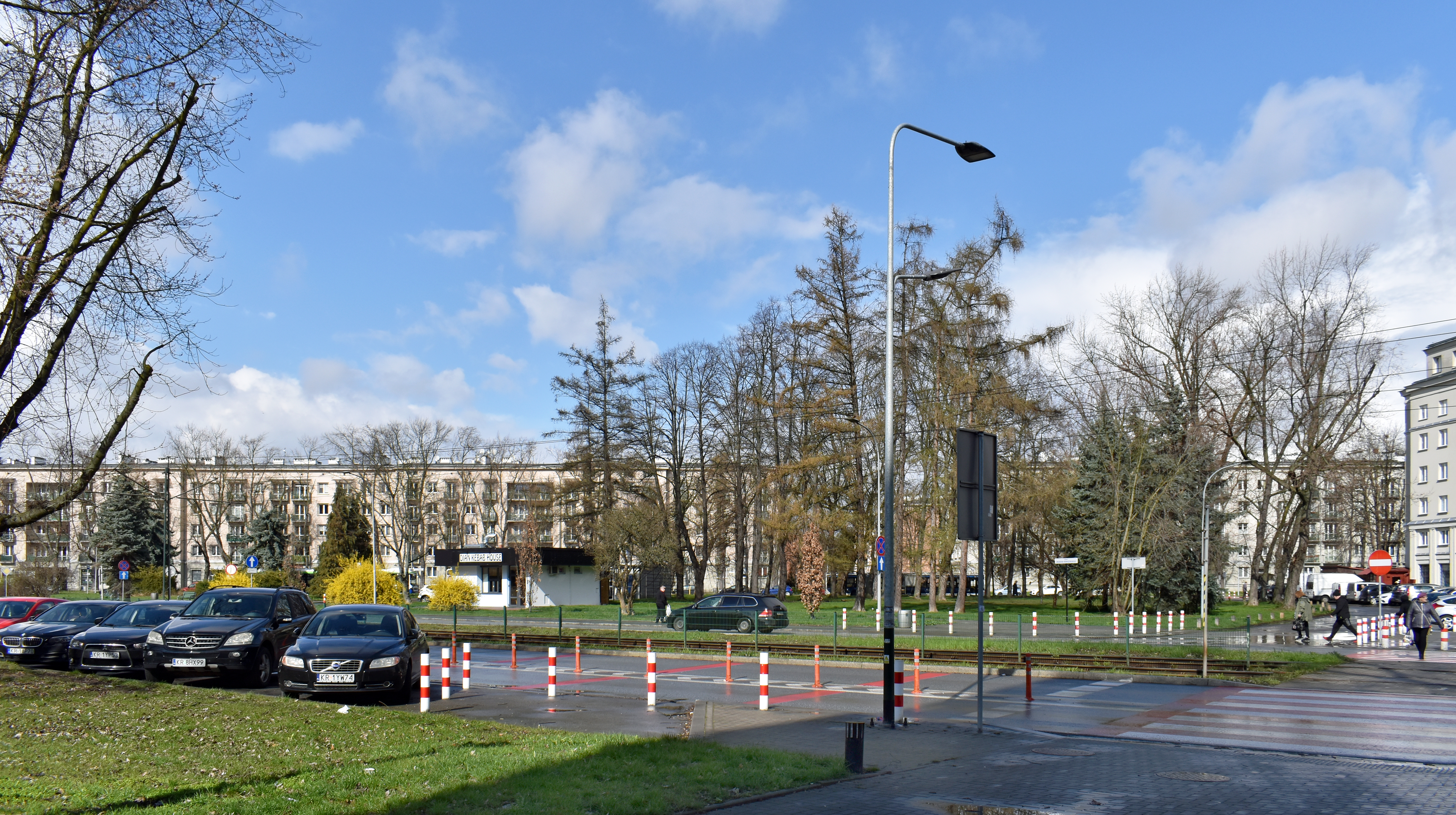
Skwery: Jacka Kuronia i Zbigniewa Romaszewskiego